# Дальний Таганай
Дальний Тагана́й — гора, самая северная точка и наиболее обширная вершина хребта Большой Таганай, входящего в систему южноуральских гор. Высота — 1112 метров над уровнем моря. Находится в 25 км от города Златоуст Челябинской области.
В период с 1932 по 2005 гг. на вершине горы функционировала метеостанция «Таганай-гора», ныне в здании которой располагается туристический приют.

## Происхождение названия
Вторая часть названия горы Дальний Таганай связана с одноименным национальным парком «Таганай», на территории которого расположена гора, и непосредственно с хребтом Большой Таганай.
Возможно, топоним Таганай имеет башкирское происхождение и переводится как «Подставка луны» (таған — «подставка, треножник», ай — «луна»).
Топонимист Г. Е. Корнилов считает, что слово «Таганай» восходит к башкирскому тыуған ай тау — «восходящей луны гора», «гора молодого месяца».
Краевед В. В. Поздеев утверждает, что таганай — слово индоевропейское, расчленяя его на корень таг — «шип, острие, пик», древний суффикс места, обладания -ан и суффикс относительного прилагательного -ай.

## Геологическое строение
Вершина Дальнего Таганая состоит из трех гребней.
Западный гребень сложен из кристаллических сланцевых пород. С севера гребень окружен берёзово-еловыми лесами с редкими скальными выступами. С юга лес постепенно переходит в горную тундру, а на плато повсюду виднеются тёмно-серые останцы.
Центральный гребень целиком состоит из кварцита.
Восточный гребень также состоит из сланцев, сложенных в форме конической горы.
На северо-востоке Дальний Таганай плавно переходит в хребет Юрму.

## Климат
Одна из основных особенностей Дальнего Таганая — очень сильные ветры. Среднегодовая скорость ветра на вершине достигает 10,3 м/с, а максимальная зарегистрированная скорость — более 50 м/с.
Ясная погода в этом регионе случается редко. В среднем 240 дней в году здесь властвуют туманы и 132 дня — метели.

## Высокогорная метеостанция «Таганай-гора»

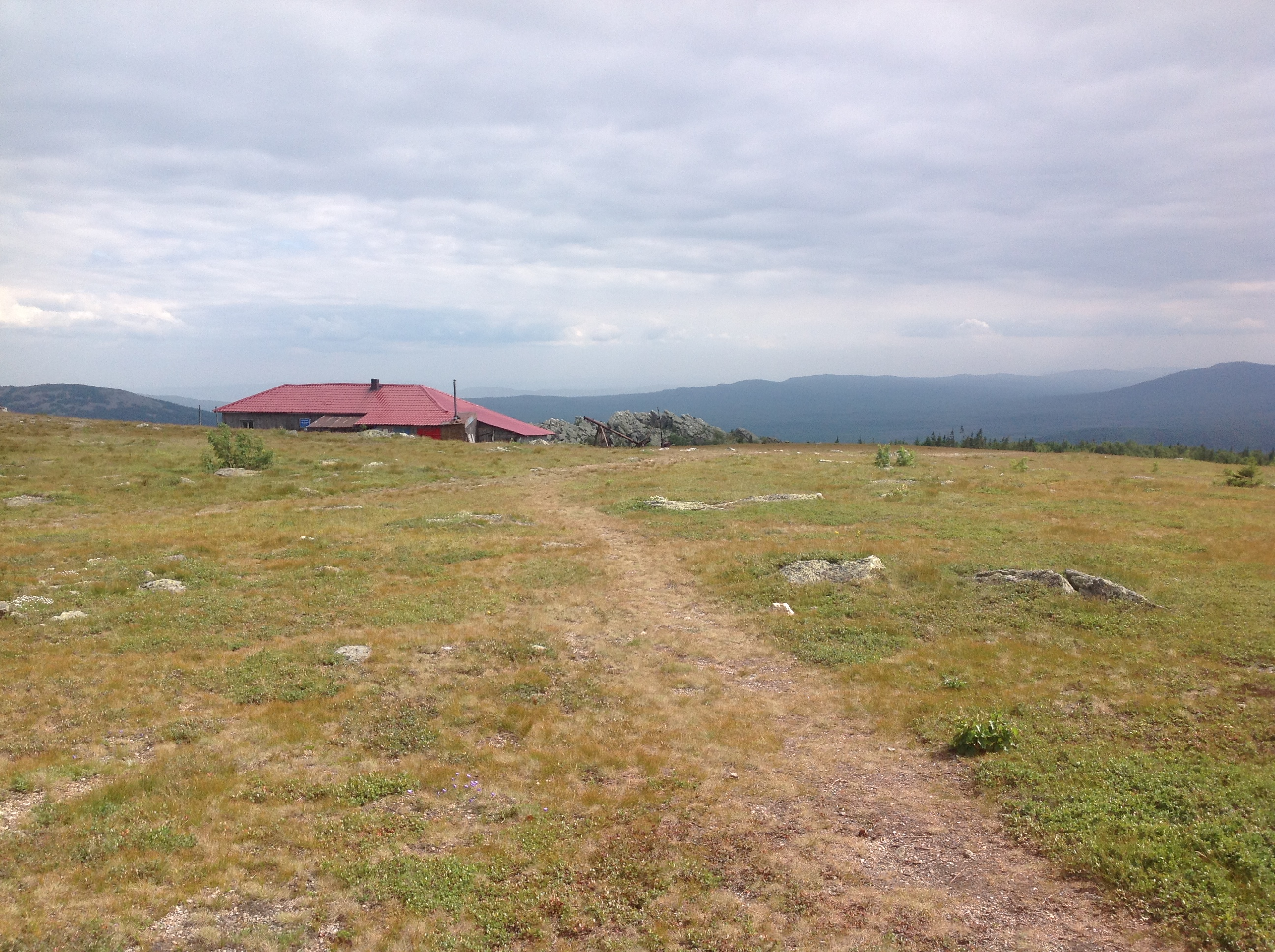
Тропа к метеостанции «Таганай-гора»

20 августа 1932 года на высоте 1108 метров на Дальнем Таганае была открыта метеорологическая станция, ставшая самой высокогорной метеостанцией на Урале. В декабре 1932 года станции было присвоено имя Второго Международного полярного года, призванного объединить международные усилия в исследовании арктического и антарктического полярных регионов.
Работники метеостанции вели наблюдения за температурой воздуха, количеством осадков, скоростью ветра, атмосферным давлением и облачностью. Вся информации передавалась по радио в Свердловск, в Уральское управление гидрометеослужбы.
За семидесятилетнюю работу на метеостанции «Таганай-гора» были зафиксированы погодные рекорды, в том числе максимальная (+38) и минимальная (-50) температуры.